# 埃兹拉·米勒
伊薩·馬修·米勒（1992年9月30日—），美國男演員。首部出演的電影為《放學後》（2008年），之後陸續出演了《非典型家庭》（2011年）、《凱文怎麼了？》（2011年），以及《壁花男孩》（2012年）。他也在電影《怪獸與牠們的產地》（2016年）及其後續集中飾演魁登斯·巴波（Credence Barebone）。
自2016年的《蝙蝠俠對超人：正義曙光》起，米勒於DC擴展宇宙中飾演改編自DC漫畫的超級英雄角色貝瑞·艾倫／閃電俠。2022年以來，米勒一直是與行為不檢、毆打和入室盜竊有關的事件的肇事者，導致多次遭逮捕和傳喚，並被指控為未成年人提供誘騙。

## 早年
伊薩·米勒於紐澤西州威科夫出生和成長。母親瑪爾塔（Marta），娘家姓柯赫（Koch），是一名現代舞蹈家，而父親勞勃·S·米勒（Robert S. Miller）是海波圖書的高級副總裁兼總經理主任，後來自行成立沃克曼出版公司。米勒有兩位姐姐，分別為賽亞（Saiya）與凱特琳（Caitlin）。父親是猶太人。母親擁有德國血統和荷蘭血統，是位基督徒。米勒認為自己具有猶太人的血統和「精神」。
6歲時，米勒開始進行成為歌劇演唱家的訓練，幫助他克服語言上的障礙。他曾在大都會歌劇院演唱過，並也在美國首演的菲利普·格拉斯的歌劇中演出。米勒曾就讀羅克蘭國家走讀學校和哈得遜學院，但在電影《放學後》上映後，他就已申請輟學。
米勒除了演員外還是鼓手，並加入了名為的紐約樂團。

## 職業生涯
於2008年與安東尼奧·坎波斯合演的電影《放學後》開始了米勒的電影生涯，他在當中飾演寄宿學校中的其中一位少年。在此之後，米勒與安迪·賈西亞、茱莉安娜·瑪格里斯、史蒂芬·史崔特共同出演於2009年的《我的怪咖家庭》。而後又參演了2010年的《每一天》和《剛左檔案》，這兩部皆首映於翠貝卡電影節。米勒接下了和約翰·C·萊利、蒂妲·絲雲頓合演的BBC電影製作的《凱文怎麼了？》（2011年），導演為琳恩·拉姆賽，是一部改編自美國作家蘭諾·絲薇佛的2003年同名小說。這部電影在坎城影展造成了轟動，贏得一致好評。

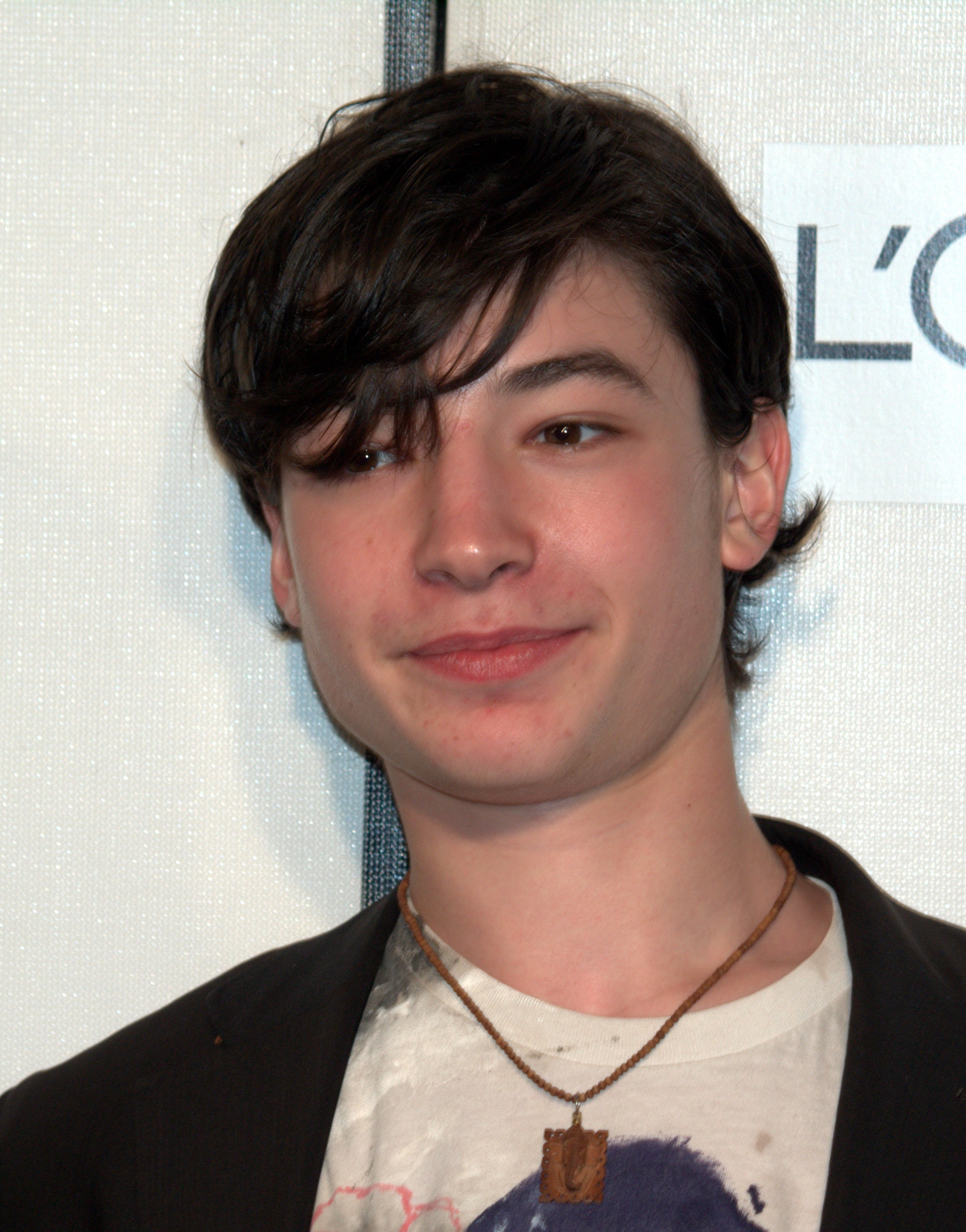
米勒於2009年的翠貝卡電影節。

米勒被Showtime Networks選中在電視喜劇《加州靡情》中飾演戴米安。2009年至2010年，他還現身於《慾海醫心》的兩季中。米勒和羅根·勒曼、艾瑪·華森一同於改編自同名小說的電影《壁花男孩》中主演。該片於2012年9月21日上映。該片獲得普遍好評，使米勒更加出名並入圍諸多獎項。
2014年10月15日，華納兄弟宣布，米勒將於2018年的DC漫畫改編超級英雄電影《閃電俠》中飾演貝瑞·艾倫／閃電俠。2016年時，他率先以閃電俠一角於《蝙蝠俠對超人：正義曙光》和《自殺突擊隊》中出現。同於2016年，米勒於《怪獸與牠們的產地》中飾演魁登斯·巴波（Credence Barebone）一角，該片為《哈利波特》系列電影的衍生及前傳電影，在上映後獲得了成功的口碑，並在之後回歸續集演出。他在2017年的《正義聯盟》中出演閃電俠，更於2020年在電視劇《綠箭俠》的跨界聯動集「無限地球危機」中客串該角。
2020年，米勒加入派拉蒙+電視迷你劇《末日逼近》，飾演垃圾桶人（Trashcan Man）。該劇於2020年12月首播。

## 私生活
米勒曾形容自己是酷兒：「這讓我試著踏出原本的生活圈，用不一樣的眼光看待這個世界，所以我想這也是為什麼許多偉大的思想是來自那些被排斥和剝奪權利的人。」在2012年宣傳《壁花男孩》時，他便在訪問中出櫃示自己是同性戀者，但之後卻收到不少警告，有人告訴他，好萊塢許多同性戀或雙性戀會選擇隱藏性向，是因為出櫃會失去許多片約，甚至喪失成為影帝的機會，但他不以為意。他使用它們這個代詞，《GQ》表示，這樣做是「針對拒絕性別歧視」。
米勒透露曾與某好萊塢製片人和導演有過＃MeToo的經歷，但均未透露姓名。米勒說：「他們給了我酒，但我未成年。他們就像『嘿，想參加我們關於同性戀革命的電影嗎？』我當時想，『不，你們是怪物。』」米勒接著表示支持#MeToo運動。
2010年，米勒在拍攝《剛左檔案》期間，與柔伊·克拉維茲交往過。2018年，米勒透露自己與多人（包含）的成員處於多邊戀的關係。

## 法律問題和爭議
2011年6月28日，在賓夕法尼亞州匹兹堡，米勒和一名弄破他煞車燈的人在相互拉扯，警方從他身上發現20克的大麻。他最初被控藏毒，但後來受法官減緩刑責，米勒則需面臨600美元的罰款。米勒後來說：「我不覺得自己有什麼需要隱瞞，我抽大麻的事實，這只是來增加感官上快感的一個無害的草藥物質」。
2020年4月6日，一段影片出現在一條已被刪除的推文中，該推文似乎顯示米勒掐住一名女子將她摔倒在地。《綜藝》證實，影片拍攝於冰島雷克雅維克的棒咖啡廳（Prikið Kaffihús），這是米勒經常經常光顧的一家時尚酒吧。一名酒吧員工指認影片中的人確定為米勒，並說他們在事件發生後被工作人員護送離場。
2022年1月27日，米勒在他們的Instagram上發表了一段影片，似乎威脅是在北卡羅來納州比拉維爾開展活動的三K黨成員。對此南方贫困法律中心報告並不知曉該組織近期在比拉維爾的活動。
2022年3月28日，米勒在夏威夷與卡拉OK酒吧的顧客發生肢體衝突後被捕。之後據悉，米勒在被捕前一個月就已被多家酒吧趕出。米勒保釋後不久，與他一直待在一起的一對夫婦對米勒提出限制令，指控他毆打。據稱，米勒闖入這對夫婦的臥室，然後偷走了他們的錢包、信用卡、簽帳金融卡、銀行卡、護照、駕駛執照和社會保障卡等物品。他還威脅要殺死夫婦倆，並告訴其丈夫將「會埋了他和他的蕩婦妻子」。
2022年4月19日，米勒因二級攻擊罪在夏威夷被警方逮捕。在下普納的萊拉尼莊園分區的私人住宅聚會上，米勒被要求離開後變得憤怒，他扔椅子砸中一名女性的額頭，造成大約半英寸的傷口。米勒於凌晨1點30分（襲擊發生20分鐘後）被警方逮捕。米勒被法官因行為不檢而罰款500美元。
據佛蒙特州警方稱，2022年8月7日，米勒因2022年5月涉嫌從私人住宅盜竊酒瓶而在佛蒙特州斯坦福被指控犯入室盜竊重罪；警方透過監控錄像認出了米勒。米勒2022年9月26日將出庭受審。米勒的代表其后于8月15日向《综艺》杂志发表致歉声明，称他们最近“经历了一段激烈的危机时期”，并已开始治疗“复杂的心理健康问题”。

### 與托卡塔·艾恩·艾斯的關係
2022年6月8日，18歲的社會活動家托卡塔·艾恩·艾斯，的父母提交了法律文件，因米勒使用「暴力、恐嚇、暴力威脅、恐懼、偏執、妄想和藥物（包含大麻和LSD）」來控制艾恩·艾斯，要求法官發布保護令。米勒和艾恩·艾斯的友誼始於2016年，當時米勒23歲，艾恩·艾斯12歲，後者還在2021年輟學跟隨米勒。女方父母還在文件中聲稱，艾恩·艾斯從米勒那得到了瘀傷，加上米勒還錯指她為跨性別者。艾恩·艾斯否認父母的指控，稱自己精神穩定，並與心理健康專家保持聯繫。

### 騷擾孩童
2022年6月16日，一名12歲孩童的母親也前往麻薩諸塞州的法院，對米勒申請騷擾禁令，她指控米勒騷擾自己的孩子。該名母親表示，事情發生在2022年2月2日，米勒出現在他們樓下鄰居家裡，是一起玩音樂的朋友。這位媽媽回憶當時米勒穿著防彈衣，「後來我才知道他身上還帶著武器。」一開始本來也只是在聊天，但當她說自己和「我的族人」，米勒突然大發脾氣，指她的行為是「文化挪用」。
接著米勒說：「我跟妳的孩子聊過，這孩子很了不起。總有一天你會意識到你沒有控制對方的能力。他們（指非二元性別者）是高貴的存在，若是能得到像我這樣的人帶領，會是一種福氣。」接著開始摟抱她的孩子，並撫摸其臀部，以及硬要到了社交媒體的帳號。該名孩童表示：「他（米勒）就這樣開始糾纏我，不斷說自己有多喜歡我的穿衣風格，一直對我講些好聽話。但我很不舒服，我媽媽被他吼哭了，我害怕他靠我太近。」而當時米勒還對著母親說她是女巫和吸血鬼，不斷大吼：「妳要喝我的血嗎？妳要嗎！」

### 心理健康問題的治療
2022年8月15日，米勒的代表向《綜藝》發表聲明，米勒在聲明中為過去的行為道歉，稱自己最近「經歷了一段嚴重的危機」，並開始治療「複雜的心理健康問題」。

## 作品列表

### 電影
| 年份 | 標題                       | 角色                             | 附註 |
| ---- | -------------------------- | -------------------------------- | --- |
| 2008 | 《放學後》                 | 羅伯特（Robert）                       | |
| 2009 | 《我的怪咖家庭》           | 小文斯（Vince Jr.）                       | |
| 2010 | 《每一天》                 | 約拿（Jonah）                         | |
| 2010 | 《剛左檔案》               | 艾迪·「岡左」·吉爾曼（Eddie 'Gonzo' Gilman）         | |
| 2011 | 《非典型家庭》             | 艾利奧特（Elliot）                     | 漢普頓國際電影節突破性演出 |
| 2011 | 《破碎步行》（Busted Walk）           | 傑（）                           | 短片 |
| 2011 | 《凱文怎麼了？》           | 凱文·卡查杜里恩（Kevin Khatchadourian）              | 提名-英國獨立電影獎最佳男配角 提名-廣播影評人協會獎最佳年輕演員 |
| 2012 | 《壁花男孩》               | 派翠克（Patrick）                       | 波士頓影評人協會獎最佳男配角 好萊塢電影節焦點獎 聖地亞哥影評人協會獎最佳團演表現 聖巴巴拉國際電影節-大師獎 提名-底特律影評人協會獎最佳男配角 提名-MTV電影大獎最佳突破演出（2013年） 提名-MTV電影大獎最佳音樂劇片段（2013年，與羅根·勒曼、艾瑪·華森共享） 提名-鳳凰城影評人協會獎最佳男配角（2013年） |
| 2014 | 《慾見包法利夫人》         | 里昂·杜普伊斯（Leon Dupuis）                | |
| 2015 | 《史丹佛監獄實驗》         | 丹尼爾·卡爾普（Daniel Culp）                | |
| 2015 | 《姐姐愛最大》             | 唐納（Donald）                         | |
| 2016 | 《蝙蝠俠對超人：正義曙光》 | 貝瑞·艾倫／閃電俠                | 客串 |
| 2016 | 《自殺突擊隊》             | 貝瑞·艾倫／閃電俠                | 客串 |
| 2016 | 《怪獸與牠們的產地》       | 魁登斯·巴波（Credence Barebone）                  | |
| 2017 | 《正義聯盟》               | 貝瑞·艾倫／閃電俠                | 提名-聖地牙哥影評人協會獎最佳喜劇演出 |
| 2018 | 《怪獸與葛林戴華德的罪行》 | 魁登斯·巴波                      | |
| 2021 | 《查克·史奈德之正義聯盟》  | 貝瑞·艾倫／閃電俠                | |
| 2021 | 《自討苦吃》（Asking For It）           | 馬克·范德希爾（Mark Vanderhill）                | |
| 2022 | 《怪獸與鄧不利多的秘密》   | 魁登斯·巴波／阿留思·鄧不利多（Aurelius Dumbledore） | |
| 2022 | 《達利：慾望之謎》         | 青年薩爾瓦多·達利                | |
| 2023 | 《閃電俠》                 | 貝瑞·艾倫／閃電俠                | |

### 電視
| 年份      | 標題                       | 角色              | 附註                       |
| --------- | -------------------------- | ----------------- | -------------------------- |
| 2006      | 《蛋糕！外太空蛋糕》（Cakey! The Cake from Outer Space）   | 大惡霸（Big Bully）        | 單集：〈生日〉（Birthday）         |
| 2007      | 《暴擊！》（Critical Hit!）             | 傑克（Jack）          | 電視短片                   |
| 2008      | 《加州靡情》               | 戴米安（Damien）        | 5集                        |
| 2009      | 《法律與秩序：特殊受害者》 | 伊桑·莫爾斯（Ethan Morse）   | 單集：〈粉碎〉（Crush）         |
| 2009–2010 | 《慾海醫心》               | 塔克·布萊恩特（Tucker Bryant） | 5集                        |
| 2020      | 《綠箭俠》                 | 貝瑞·艾倫／閃電俠 | 單集：〈無限地球危機〉     |
| 2020      | 《末日逼近》               | 垃圾桶人（Trashcan Man）      | 3集                        |
| 2021      | 《無敵少俠》               | D·A·辛克萊（D.A. Sinclair）    | 配音；2集                  |
| 2022      | 《和平使者》               | 貝瑞·艾倫／閃電俠 | 未掛名；單集：〈打牛趁熱〉 |

### 電子遊戲
| 年份 | 標題         | 角色        | 附註 |
| ---- | ------------ | ----------- | ---- |
| 2015 | 《樂高次元》 | 魁登斯·巴波 | 配音 |

## 外部連結
- 埃兹拉·米勒在互联网电影资料库（IMDb）上的資料（英文）
- 埃兹拉·米勒在时光网上的簡介（简体中文）
- 埃兹拉·米勒在豆瓣上的资料（简体中文）